# Idrossilbastnäsite-(Nd)
L'idrossilbastnäsite-(Nd) è un minerale appartenente al gruppo della bastnäsite.